# Luc Rademakers
Luc Rademakers (Oud-Heverlee, 1963) was algemeen hoofdredacteur van de VRT-nieuwsdienst en directeur bij de VRT.

## Biografie
Rademakers studeerde aan de Vrije Universiteit Brussel en doctoreerde er in de filosofie. 
Hij startte zijn carrière in de journalistiek als freelancer voor Nederlandse bladen. Daarna werkte hij tien jaar voor Het Belang van Limburg. Hij creëerde er het aparte katern voor cultuur en media (Achterkrant) en was er redactieleider cultuur en media (1994-1997) en vervolgens nieuwsmanager (1997-2000). Van 2000 tot 2004 was hij de eerste hoofdredacteur van de tweetalige gratis krant Metro. 
Van augustus 2004 tot 2007 was hij hoofdredacteur van de Gazet van Antwerpen. Daarna bleef hij actief bij de mediagroep Concentra: eerst werd hij directeur van de businessunit kranten bij Concentra. Vanaf 2009 was hij verantwoordelijk voor de ontwikkeling en strategie van alle media-activiteiten. Daarnaast was hij voorzitter van het digitaal nieuwsplatform GoPress en van de sectororganisatie Vlaamse Nieuwsmedia. Hij zetelde tevens in het Executive Committee van de wereldwijde media associatie WAN-IFRA.
In 2012 werd hij algemeen hoofdredacteur bij de VRT-nieuwsdienst in opvolging van Liesbet Vrieleman. In 2015 kwam daar de functie van directeur van de nieuw opgerichte VRT-divisie "Informatie" bij, die de nieuws- en sportredactie omvat. In oktober 2015 raakte hij het vertrouwen van de redactie kwijt. De directe aanleiding was dat hij een controversieel interview van Bart Schols in De Afspraak openlijk had afgevallen. Het ongenoegen over Rademakers onder de VRT-journalisten zou echter al langer hebben bestaan. Op 19 mei 2016 verliet Rademakers de VRT. Liesbet Vrieleman nam vervolgens opnieuw de rol van algemeen hoofdredacteur op.
Als Luuk Rademakers was hij lid van de redactie van het literaire tijdschrift Zefier en liet hij in 1987 de dichtbundel Schreeflopen (De Beuk, Amsterdam) verschijnen.